# Punnichy
Punnichy es un pueblo canadiense situado en la provincia de Saskatchewan.

## Superficie
Punnichy tiene una superficie de 0,68 km².

## Demografía
En 2021, tenía 212 habitantes, una densidad poblacional de 310,2 hab./km², y 87 viviendas.